# Фанну

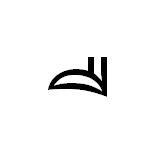
Пхинтуи + фанну

Фанну (тайск. ฟันหนู — мышиные зубы) или мусикатхан (มูสิกทันต์) — контактный надстрочный диакритический знак тайской письменности, похожий на кавычки ("). «Фанну» — это тайское название, а слово «мусикатхан» имеет санскритское происхождение (от mūsikadanta) и связано с названием кхмерского диакритического знака мусекатоана (тмень кандор), обозначающего переход кхмерских согласных из группы «О» в группу «А». В тайском языке фанну самостоятельно не употребляется, но в контакте со знаком пхинтуи участвует в обозначении долгого звука «Ы» (сара ыы) и дифтонгов «ЫА». Сакоткам: пхинтуи + фанну = сара ыы.
Четыре варианта применения фанну в тайском слоге:
- Согласный + пхинтуи + фанну + согласный = ыы (закрытый слог); -ื-
- Согласный + пхинтуи + фанну + твао = ыы (открытый слог); -ือ
- Майна + сара ыы + твао = ыа (долгий дифтонг); เ-ือ
- Майна + сара ыы + твао + висанчани = ыа (короткий дифтонг); เ-ือะ

## Лаосский пин фанну

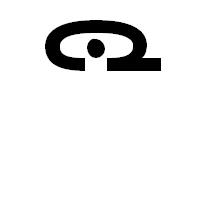
Лаосский пин фанну (сала ы)